# Vlag van Lavalleja

Vlag van Lavalleja (ratio 2:3)

De vlag van Lavalleja is een horizontale driekleur in de kleurencombinatie rood-wit-blauw, met in de witte baan een gele cirkel achter een groene, in drie delen verdeelde driehoek en de naam van dit Uruguayaanse departement in zwarte letters.

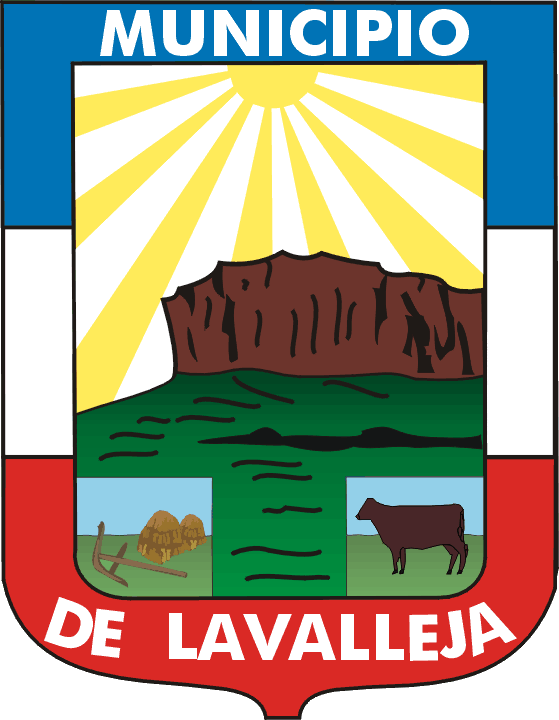
Wapen van Lavalleja

De kleuren zijn, net als de zon, afkomstig uit het wapen van Lavalleja. De driehoek symboliseert het berggebied van de Sierras de Minas.